# Erika Steinbachová
Erika Steinbachová, nepřechýleně Erika Steinbach (* 25. července 1943, Rumia, Druhá Polská republika okupovaná Nacistickým Německem) je německá konzervativní politička.

## Politická kariéra
Po dobu 40 let byla členkou CDU, avšak ke dni 15. ledna 2017 z této politické strany vystoupila na protest proti politice kancléřky Angely Merkelové, zvláště v souvislosti s migrační krizí v Německu v letech 2015-2016.
Mezi lety 1998 a 2014 byla předsedkyní Svazu vyhnanců. Iniciovala vznik nadace Centrum proti vyhánění.
Je dlouholetou poslankyní Německého spolkového sněmu, a to až do 15. ledna 2017 za stranu CDU. K tomuto dni opustila frakci (poslanecký klub) CDU, zůstává však do konce legislativního období nezávislou poslankyní. Zároveň projevila sympatie k politické straně Alternativa pro Německo (AfD), která se poté začala ucházet o její vstup do AfD.